# جيمي تاو
جيمي تاو (بالإنجليزية: Jimmy Tau) (23 يوليو 1980 كيمبرلي جنوب أفريقيا - ) هو لاعب كرة قدم جنوب أفريقي، شارك في كأس الأمم الأفريقية 2006.

## روابط خارجية
- جيمي تاو على موقع قاعدة بيانات كرة القدم.إي يو (الإنجليزية)
- جيمي تاو على موقع ناشيونال فوتبول تيمز (الإنجليزية)